# Уильям Тенн
Уильям Тенн (англ. William Tenn, 9 мая 1920, Лондон — 7 февраля 2010, Маунт-Лебанон, Пенсильвания) — псевдоним американского фантаста Филипа Класса (Philip Klass). Тенн — автор многочисленных фантастических юмористических повестей и рассказов.

## Биография
Родился в Лондоне в семье жестянщика — еврейского иммигранта из Российской империи, осевшего в Уайтчепеле.
Как писатель-фантаст дебютировал рассказом «Александр-наживка» (1946). Работал в редакции «Журнала фэнтези и научной фантастики». Выступал в качестве редактора и составителя разных сборников и антологий. 
С 1966 года преподавал английскую литературу в Университете штата Пенсильвания, где вёл творческие курсы по научной фантастике. 
В последние годы был почётным профессором английской и современной литературы университета.
За пятьдесят лет литературной деятельности Тенн опубликовал только два романа, созданных на основе рассказов: «Люди в стенах» и «Лампа для Медузы», предпочитая работать в более короткой форме рассказа.
В 1999 году ассоциацией писателей-фантастов США Тенн был награждён Почётной премией за вклад в фантастику. В 2001 году на русском языке в свет вышел двухтомник писателя, в котором собраны почти все его произведения. В 2004 году появился дополнительный, третий том, в котором собраны критические статьи, эссе и ранние работы писателя.
Писатель и его жена жили в пригороде Питтсбурга, имели большую библиотеку. Долгое время Тенн был другом известного американского фантаста-сатирика Роберта Шекли.
Последние месяцы своей жизни Тенн был тяжело болен. Поклонники, как могли, поддерживали его на официальном сайте. Ушёл из жизни на 90-м году.

## Произведения

### Романы
- 1968 Лампа для Медузы (Голова Медузы)
- 1968 Обитатели стен/Of Men and Monsters

### Стихи
- 1936 Sonnet [под настоящим именем Филипп Класс]

### Статьи
- 1953 Introduction to Children of Wonder
- 1968 Author’s Note (послесловие к сборнику «Деревянная звезда»)
- 1968 Author’s Note (послесловие к сборнику The Seven Sexes)
- 1968 Author’s Note (послесловие к сборнику «Корень квадратный из человека»)
- 1978 Introduction to The Ova Hamlet Papers (под настоящим именем Филипп Класс)
- 1978 Introduction to What Mad Universe (под настоящим именем Филипп Класс)
- 2001 Afterword to the Two Volumes
- 2001 Afterword: For the Rent
- 2001 Foreword (вступительная статья к книге Bright Segment: The Complete Short Stories of Theodore Sturgeon, Volume VIII)

### Эссе
- 1954 On the Fiction in Science Fiction
- 1963 The Frank Merriwell Compulsion: or Winning the Championship the Hard Way (Frank Merriwell’s Syndrome)
- 1966 The Student Rebel: Then and Now
- 1968 The Bugmaster (Mr. Eavesdropper)
- 1972 Jazz Then, Musicology Now
- 1974 An Innocent in Time: Mark Twain in King Arthur’s Court [под настоящим именем Филипп Класс]
- 1980 From a Cave Deep in Stuyvesant Town — A Memoir of Galaxy’s Most Creative Years [под настоящим именем Филипп Класс]
- 1982 'The Lady Automaton' by E. E. Kellett: A Pygmalion Source? [под настоящим именем Филипп Класс]
- 1984 It Didn’t Come from Outer Space [под настоящим именем Филипп Класс]
- 1984 John W. Campbell, Jr.: A Memoir [под настоящим именем Филипп Класс]
- 1988 Welles or Wells: The First Invasion from Mars [под настоящим именем Филипп Класс]
- 1992 What’s Wrong with My Daughter? [под настоящим именем Филипп Класс]
- 1994 Constantinople [под настоящим именем Филипп Класс]
- 1995 In the Beginning
- 1997 Judy Merril [под настоящим именем Филипп Класс]
- 1998 Curiosities: Dr. Arnoldi, by Tiffany Thayer
- 1999 Author Emeritus Speech: Given Here Without the Gestures, Intonations and Pauses Which Made It Moderately Funny in the First Plac
- 2001 Poul Anderson [под настоящим именем Филипп Класс]
- 2002 Sturgeon, the Improbable Man
- 2004 My First Deer [под настоящим именем Филипп Класс]

### Сборники
- 1955 Из всех возможных миров…/Of All Possible Worlds
- 1956 Человеческий аспект/The Human Angle
- 1958 Time in Advance
- 1968 The Seven Sexes
- 1968 Корень квадратный из человека/The Square Root of Man
- 1968 Деревянная звезда/The Wooden Star
- 2000 Immodest Proposals: The Complete Science Fiction of William Tenn, Volume I
- 2001 Here Comes Civilization: The Complete Science Fiction of William Tenn, Volume II
- 2004 Dancing Naked: The Unexpurgated William Tenn

### Антологии
- 1953 Children of Wonder (Outsiders: Children of Wonder)
- 1968 Once Against the Law // Соавтор: Дональд Уэстлейк

### Прочее
- Уильям Тенн — о себе и других [выдержка из интервью У.Тенна с добавлениями от издательства]

## Награды
- Премия Небьюла 1998 в категории «Заслуженный автор»